# Gula Sidorna

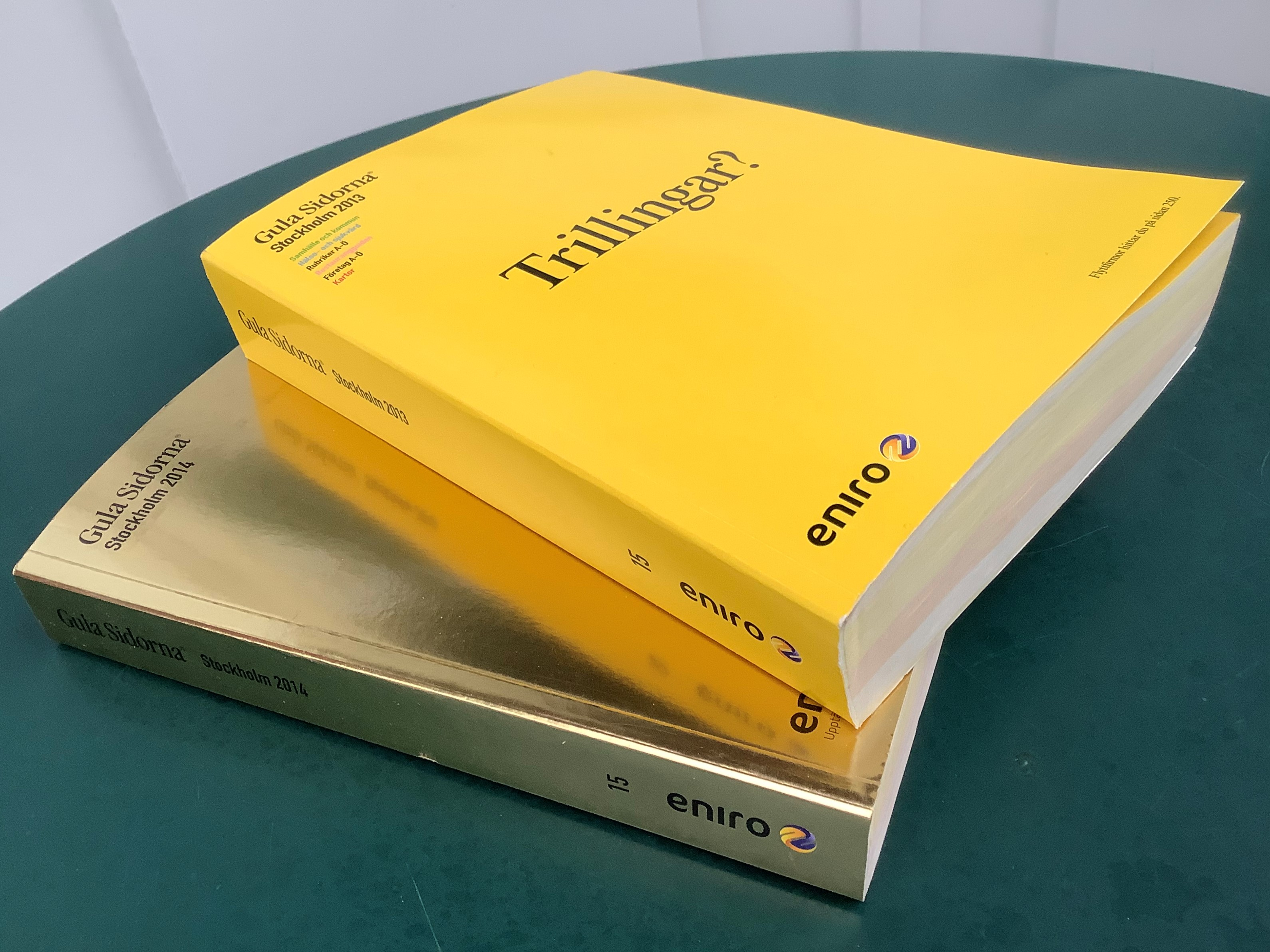
Gula Sidorna Stockholm från 2013 och 2014. Utgivare: Eniro.

Gula Sidorna är en internettjänst med telefonnummer och annan information om företag och privatpersoner som tillhandahålls av Eniro. Gula Sidorna är ett registrerat varumärke som i Sverige och Finland ägs av Eniro.
Fram till tredje kvartalet 2014 fanns Gula Sidorna även som en telefonkatalog i tryckt form som innehöll uppgifter om företag inom en stad eller region, sorterade enligt bransch. Stockholm, Göteborg och Malmö var de största utgåvorna. De andra regionernas utgåvor i Sverige hade Gula Sidorna och övriga telefonkatalogen i en och samma katalog.
Innan Gula Sidorna lanserades 1978 var sidorna vita och kallades "Yrkesregister". Många länder i Europa har haft liknande tryckta kataloger och internettjänster med motsvarande namn (Pages jaunes, Gelbe Seiten, Keltaiset Sivut osv.). Gula Sidorna existerar även som ett varumärke (men inte som internettjänst) i Finland, eftersom flera svensk- och tvåspråkiga regioner i Finland hade liknande telefonkataloger med samma titel.